# Mohammad Yousaf
Mohammad Yousaf – pakistański zapaśnik walczący w stylu wolnym. Zajął szóste miejsce na igrzyskach azjatyckich w 1970. Mistrz Igrzysk Azji Południowej w 1989 i drugi w 1985 roku.